# Pirostoma viridisporum
Pirostoma viridisporum är en svampart som först beskrevs av Mordecai Cubitt Cooke, och fick sitt nu gällande namn av Grove 1921. Pirostoma viridisporum ingår i släktet Pirostoma, divisionen sporsäcksvampar och riket svampar.   Inga underarter finns listade i Catalogue of Life.